# Gle Jumpa
Gle Jumpa är en kulle i Indonesien.   Den ligger i provinsen Aceh, i den västra delen av landet, 1 700 km nordväst om huvudstaden Jakarta. Toppen på Gle Jumpa är 73 meter över havet, eller 57 meter över den omgivande terrängen. Bredden vid basen är 1,5 km.
Terrängen runt Gle Jumpa är kuperad österut, men västerut är den platt.Runt Gle Jumpa är det glesbefolkat, med 18 invånare per kvadratkilometer. I omgivningarna runt Gle Jumpa växer i huvudsak städsegrön lövskog.